# Kamionka (Obniżenie Górnej Warty)
Góra Kamionka (inaczej Wrzosowa Góra) – wzgórze na granicy Częstochowy z Wrzosową o wysokości 306,4 m n.p.m. Położone na północ od Wrzosowej, stanowi najwyżej położony punkt w gminie Poczesna.
Pod względem fizycznogeograficznym należy do Obniżenia Górnej Warty. Jest to wzgórze ostańcowe zbudowane z wapieni górnojurajskich. Na wzniesieniu znajduje się dawny kamieniołom.